# Marangara
Marangara è un comune del Burundi situato nella provincia di Ngozi con 67.832 abitanti (censimento 2008).

## Geografia antropica

### Suddivisioni amministrative
Il comune è suddiviso in 32 colline.